# なかざわゆうき
なかざわ ゆうきは、日本の男性お笑い芸人。元浅井企画所属。　吉本興業所属。

## 来歴・人物
- 東京都八王子市出生。
- 1998年城山中学校卒業。
- 2001年日野高校卒業。
- 2003年日本工学院八王子専門学校卒業。
- 2児の父
- 趣味はけん玉。
- 元ランチキ
- 元ロイヤルテント
- 元岐阜東京
- 現在ろどりげす
- 2013年森田一義アワー 笑っていいとも!ULTRA SOUL選手権に出場。
- 2014年八王子RipsにてバンドNG主催。
- 2014年ミッケコッポケを主催。
- 2014年マイナスモモタローを主催。
- 2015年デシベルライブに出演。
- 2016年からHACHIDORIのお笑いステージを担当。
- 2018年に西麻布ヒルズの櫻井市長と東京ポチャガリーノを結成。
- 2019年に単独ライブ「ひとりがかり」を八王子RIPSで開催。
- 2023年元ボーイフレンド (お笑いコンビ)黒沼誠とろどりげす結成。
- 2023年吉本興業所属
- 2023年ろどりげす単独ライブ「たいした話じゃないんだけど」ヨシモト∞ドーム ステージⅡ

## 芸風
- 基本一人芸だが、時おり見せる「あ、うーん、あ、はいはい、あれね？」っと首を傾げつつ、自身のアゴを触りながら興じる芸はピカイチ。
- 時おり見せる ビートたけしのモノマネは定評がある。
- 趣味の けん玉を活かした芸も定評がある。
- ツッコミには定評がある。
- 毎週月曜日に、八王子芸人バー「AMAMORI」のカウンターに立つ。

## 出演

### 現在の出演番組
レギュラー番組
- 金曜カフェテラスライブ (2019年4月 - 八王子FM)

### 過去の出演番組
- 森田一義アワー 笑っていいとも!
- 有吉ゼミ

### ラジオ
- 金曜カフェテラス (2019年4月 - 八王子FM)
- 水曜 Fresh Green Live (2019年10月 - 八王子FM)
- 風とシープスときどき窪田友紀子 (2019年10月 - 東京FM)

### ライブ
- 足立区北千住ライブ「みっけぽっこぺ!」
- 八王子市ライブ「バンドNG」
- 新宿区ライブ「マイナスモモタロー」
- デシベルライブ出演
- 2017年単独ライブ『6才と…13才！』ミニホール新宿Fu-で開催。
- 2019年単独ライブ『ひとりがかり』八王子RIPSで昼夜開催。    満員の動員を達成。